# Юн'янь
Юн'я́нь (кит.: 永琰, 顒琰; піньїнь: Yóngyǎn), храмове ім'я Женьцзун (кит.: 仁宗; піньїнь: Rénzōng; 13 листопада 1760 — 2 вересня 1820) — маньчжурський державний і політичний діяч, сьомий імператор династії Цін.

## Життєпис
Був п'ятнадцятим сином Хунлі. Зійшов на трон після смерті батька 1796 року.
У 1796-1804 придушив повстання секти Білого лотоса, а в 1813-1814 — повстання секти Небесного розуму, боровся проти торгівлі опіумом, контрабандистів Південного Китаю, відтоку срібла за кордон.
Девіз правління — Цзяцін.

## Імена
- Посмертне ім'я — Імператор Жуй.
- Храмове ім'я — Женьцзун.
- Інше ім'я, що походить від девізу правління, — Імпера́тор Цзяці́н.